# Stefano Cesco Frare
Stefano Cesco Frare (Pieve di Cadore, 27 gennaio 1972) è un ex hockeista su ghiaccio italiano di ruolo difensore.

## Carriera agonistica

### Squadre
Ha iniziato la sua carriera da atleta nel 1990, anno di esordio in prima squadra con la SG Cortina che in quella stagione giocava nel campionato di serie A.
In seguito gioca una stagione in serie A2 nell'HC Auronzo (1991-1992) per poi tornare alla SG Cortina che nel frattempo era retrocessa anche lei in serie A2.
Nella stagione 1997-1998 la SG Cortina torna a giocare in massima serie, ma è stata l'ultima stagione per il giocatore nella squadra di casa. Infatti nella stagione successiva (1998-1999) Cesco Frare ha lasciato la SG Cortina e ha giocato il campionato di serie A successivo con l'HC Milano 24, raccogliendo una presenza.

### Nazionale
Tra il 1989 e il 1991 ha fatto parte della Italia under 20, partecipando a due edizioni dei campionati mondiali junior di gruppo C.